# 法律信息自由取用运动
法律信息自由取用运动，又译作免费取览法律信息运动，简作FALM，是一个倡导让公众能够在线自由获取判例法、立法、条约以及法律改革建议等法律信息的国际组织以及围绕这些行为而形成的一系列国际运动。
法律信息自由取用运动最早开始于美国和加拿大。1992年，托马斯·布鲁斯（Thomas Bruce）和彼得·马丁（Peter Martin）在美国康奈尔法学院创立法律信息研究所（LII），标志着这场运动的正式开始。1993年，丹尼尔·波林（Daniel Poulin）和他的团队在LexUM开始出版加拿大最高法院的判决全文。后来的一些FALM项目在名称中加入了法律信息研究所或LII，通常以国家或区域标识符作为前缀。

## 成员
FALM网站列出了截至2017年7月的63个活跃成员，以及每个成员提供数据库的覆盖范围（地理区域或政治团体）和成为FALM成员的年份以及成员网站的链接。

## 宣言
2002年10月，世界各地的法律信息研究所在加拿大蒙特利尔举行了第四次网上取览法律信息会议（Law via Internet Conference），并订立了《法律信息自由取用宣言》（Declaration on Free Access to Law），作为各研究中心的联合声明。会议宣布：
- 所有国家和国际机构提供的公共法律信息，是人文共同遗产的一部分。增加取览这些法律信息的渠道，可促进公义及法治；
- 公共法律信息是数码化的共同财产，应该以非牟利及免费的准则让所有人取览；
- 独立非牟利团体有权刊载公共法律信息，而创立及管理有关信息的政府部门，应该提供渠道，让非牟利团体可取得有关信息，令信息得以刊载[9]。